# 鉛直

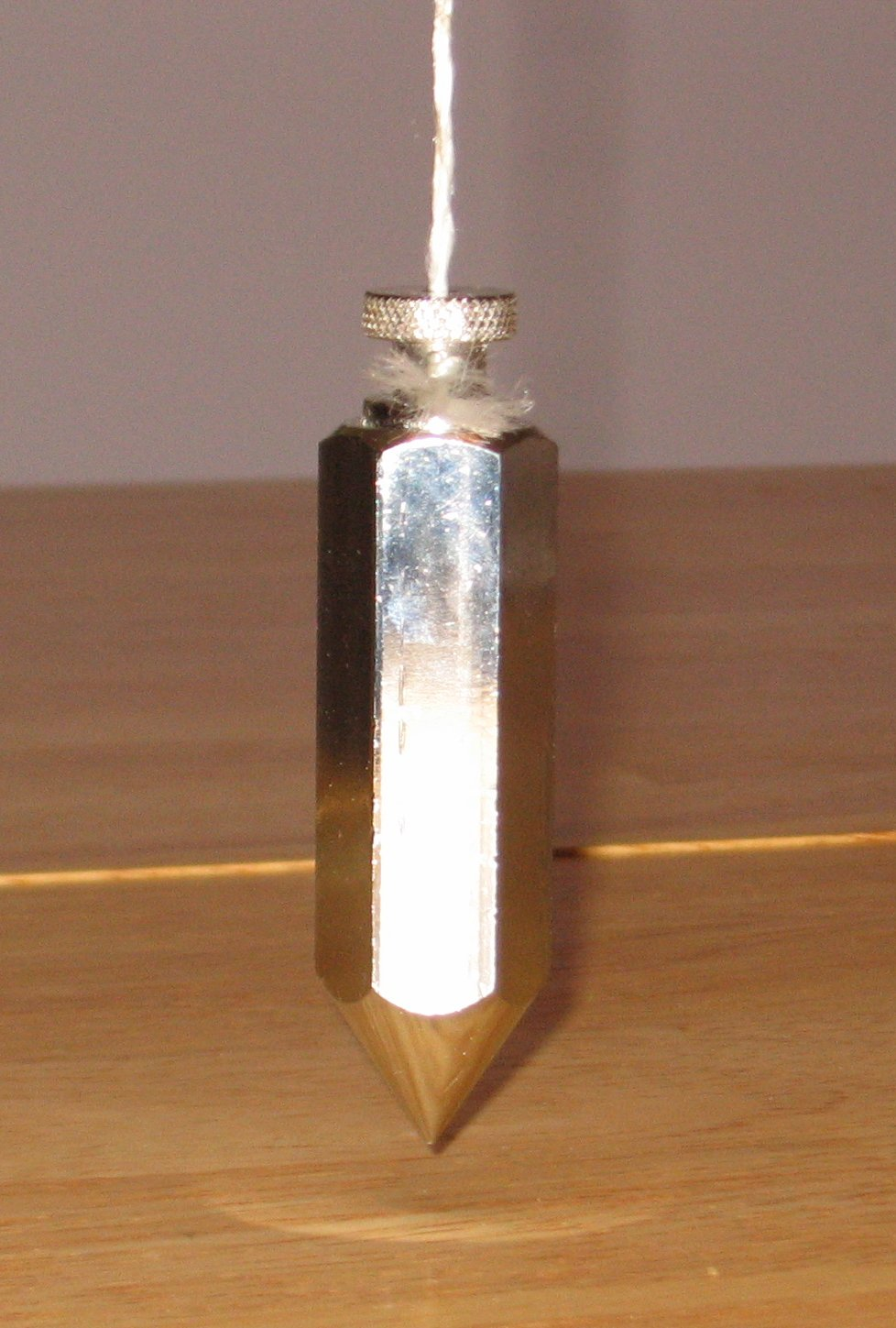
鉛直に吊り下げられた錘

鉛直（えんちょく、英語：vertical）とは、重り（錘）を糸で吊り下げたときの糸が示す方向、すなわち、重力の方向。水平面に対して垂直の方向。
鉛直線（えんちょくせん、vertical line、plumb line）とはその方向の直線のこと。
鉛直線は、重力の等ポテンシャル面（ジオイド）の法線となる。
鉛直線は、水準器を使って水平面を得ることにより、間接的に求めることもできる。

1. 平均海水面
2. 地球楕円体
3. その地点の鉛直線
4. 地表面
5. ジオイド

## 地球での鉛直線の性質
地球の重力ポテンシャルを完全な球対称（球体）とした場合、地表上のあらゆる鉛直線は地球の中心の一点で交わる。また重力の方向と一致することから、物体を自由落下させた時、物体が辿る経路は鉛直線に一致する。
より正確には地球の重力の等ポテンシャル面は回転楕円体の形なので、地表の鉛直方向は、極および赤道を除き、地球中心を指していない。さらに正確には地球の重力ポテンシャルは複雑で、地表付近の重力の等ポテンシャル面（ジオイド）は複雑に歪んでおり、回転楕円体面の法線方向と比べると、実際の地表の鉛直方向は傾斜していることになる。これは鉛直線偏差と呼ばれる。
なお回転楕円体の幾何形状に基づく経緯度を測地経緯度（地理経緯度）と呼ぶ。これに対して、地表の鉛直方向に基づく天頂方向を基準にして、天文学的に定められる経緯度を天文経緯度と呼ぶ。両者の値には鉛直線偏差が現れる。
また高度が上昇するに従って、鉛直線は南北方向にごくわずかに湾曲している（高度1km上昇するごとに0.2秒程度）。これは重力が赤道に近づくにつれて弱くなるからである。また、わずかながら周囲の地形によっての影響を受ける。